# R&M Wegener
R&M Wegener en tysk virksomhed, der fremstiller hatte, som blev grundlagt i 1817. Virksomheden i den lille by Lauterbach i det centrale Hessen og har omkring 100 ansatte. Siden sommer-OL i 1964 har fremstillet beklædning til landets olympiske deltagere.

## Historie
Virksomheden blev grundlagt som hattefabrik af Nicolaus Hinrich Dubbers i 1817 i den gamle bydel Bezirk Altona i Hamborg. Den lå her frem til 1867 og blev drevet af Johann Eduard Dubbers og Theodor Ferdinand Wegener, søn og svigersøn af grundlæggeren. Sidstnævntes sønner, Robert og Maximilian (hvorfra navnet R&M Wegener kommer fra), overtog senere den tekniske og kommercielle ledelse af virksomheden. I 1884 blev Robert og Maximilian Wegener sammen med deres fætter Nicolaus Hugo Dubbers, et barnebarn af firmaets grundlægger, ejere af virksomheden.
Lønningerne i Altona steg hurtigt, og Robert Wegener besluttede derfor at flytte virksomheden til Lauterbach i Hessen, hvor en bygning der tidligere var brugt til spinning var blevet sat til salg. Dette var særlig attraktivt, da der var en kraftig flod, hvorfra man kunne udnytte vandkraften, som stadig driver turbinerne til elektricitet i hele området. Den officielle flytning skete 1. marts 1884, og året efter i maj blev der ansat 50 mand. Der blev desuden opført huse til flere af medarbejdernes familier.
I april 1888, efter at Nicolaus Dubbers havde forladt selskabet, blev virksomheden omdøbt til Haarhutfabrik R.&M. Wegener. Robert Wegener trak sig tilbage i 1904, hhvorefter hans to sønner Kurt Theodor og Edgar kom ind i selskabet, og de overtog ledelsen i 1914.
I årene mellem de to verdenskrige byggede de to brødre yderligere en række meget billige huse til arbejdernes familier, da antallet af ansatte var steget til mere end 250. 
Edgar Wegener faldt under anden verdenskrig, hvorefter den tilbageværende bror Kurt overtog hele ledelsen. Han blev på posten frem til sin død i en alder af 80 år den 13. november 1960.
Klaus Theodor Wegener og Hans Wegener overtog selskabets ledelse efter 1945. Mens Klaus Theodor Wegeners var på besøg i Dallas lærte han til den særlige produktion af Resistol, og fik et godt forhold til Resistol (nu Stetson). R&M Wegener fik i 1958 licens til at producere Resistols hatte.
Den 4. september 1966 omkom Klaus Wegener i et trafikuheld. I dag styres selskabet af hans ældste søn, Hans Th. Wegener.